# Eupithecia prufferi
Eupithecia prufferi är en fjärilsart som beskrevs av Schille 1924. Eupithecia prufferi ingår i släktet Eupithecia och familjen mätare. Inga underarter finns listade i Catalogue of Life.